# Esfera banyuda d'Alexander

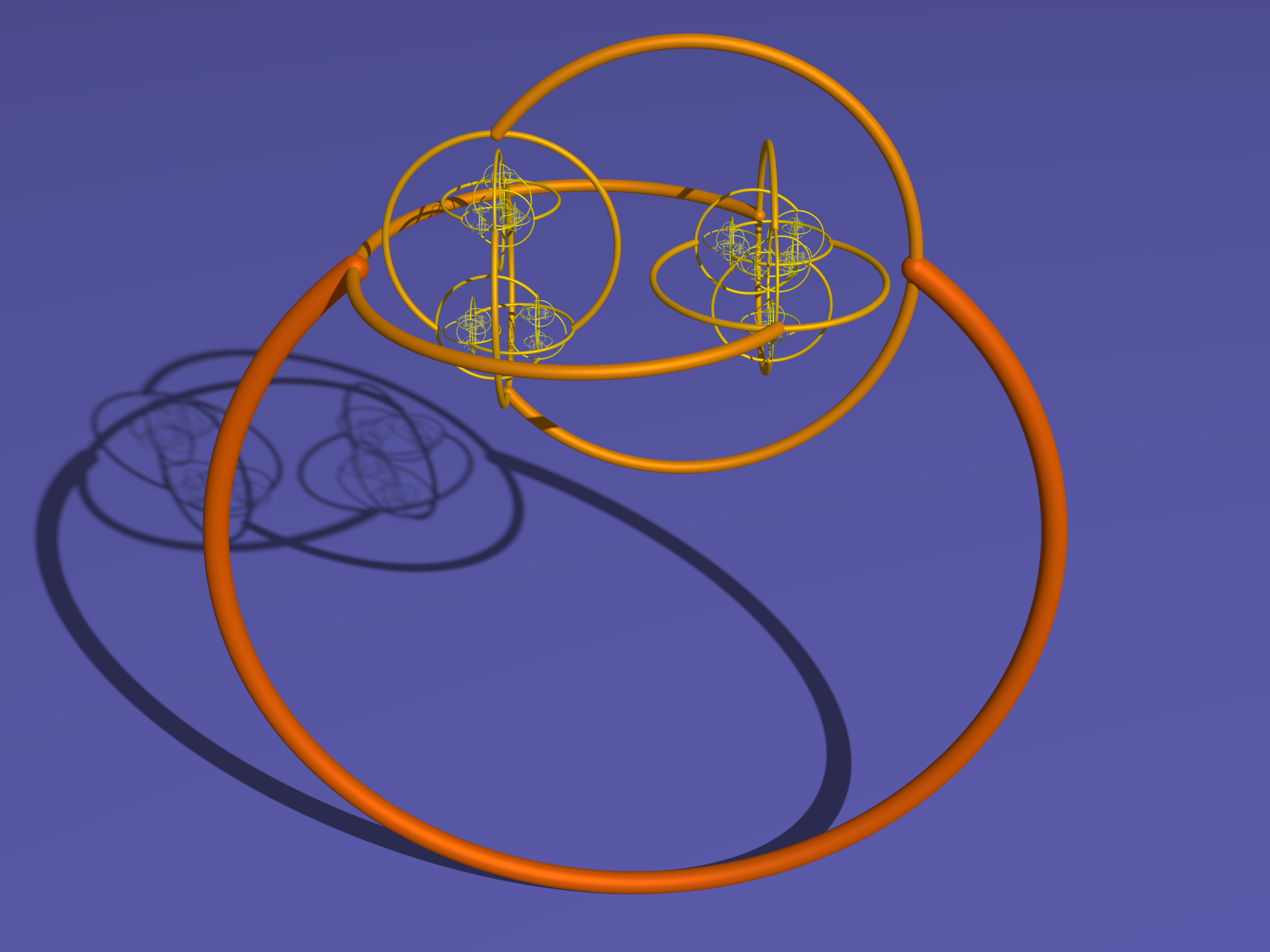
Esfera banyuda d'Alexander

L'esfera banyuda d'Alexander és una incrustació de la 2-esfera a l'espai euclidià tridimensional ℝ3. El seu interès recau en el fet de tractar-se d'un espai topològic, usat com a exemple de la invalidesa del teorema de Jordan–Schönflies en dimensió 3 (doncs tot i tenir l'interior homeomorf a l'esfera 3-dimensional, el seu complementari a ℝ3 no és homeomorf al complementari de l'esfera 3-dimensional). Aquest és un comportament semblant al dels nusos.

## Història
Fou descrita per primer cop pel matemàtic James Alexander l'any 1924, després de cercar infructuosament una extensió del Teorema de Jordan–Schönflies per dimensions superiors.